# Eva Leiter
Pour les articles homonymes, voir Leiter.
Eva Leiter, née le 4 septembre 1922 à Vienne, est une actrice et danseuse autrichienne.

## Biographie
Eva Leiter suit une formation de ballet et de piano. Elle se produit pour la première fois à l'opéra d'État de Vienne le soir du nouvel an 1937 dans le rôle de Pikkolo dans Die Fledermaus. En 1944, elle est danseuse dans plus de 90 représentations de l'Opéra d'État. Leiter épouse alors l'acteur Siegfried Breuer.
Avec Fred Kraus, Gunther Philipp et Peter Wehle, elle fonde le groupe de cabaret Die kleinen Vier en 1948. Après être apparus sur la Bayerischer Rundfunk en 1949, les kleinen Vier font une tournée en Allemagne de l'Ouest. Eva Leiter assume des rôles de figuration dans quatre longs métrages sortis en salles en 1950 et en 1951. Après s'être séparée de Siegfried Breuer, elle épouse le producteur de films Herbert Gruber en 1952 et prend sa retraite d'actrice.

## Filmographie
- 1950 : Schuß durchs Fenster
- 1950 : Jetzt schlägt's 13
- 1950 : Escapades dans la neige (de)
- 1951 : La Guerre des valses